# Walter Shenson
Walter Shenson, född 22 juni 1919 i San Francisco, död 17 oktober 2000 var en amerikansk filmproducent, regissör och författare, mest känd för att producerat The Beatles filmer Hjälp! och Yeah! Yeah! Yeah! men även filmen Musen som röt med Peter Sellers